# Behind the Laughter
"Behind the Laughter" är avsnitt 22 och det sista från Simpsons elfte säsong. Avsnittet sändes på Fox den 21 maj 2000. Avsnittet är en parodi på TV-serien Behind the Music på VH1. I avsnittet porträtteras familjen Simpson som skådespelare i en sitcom, och deras liv. I berättarformat visas historien om Simpsons.
Avsnittet regisserades av Mark Kirkland och skrevs av Tim Long, George Meyer, Mike Scully och Matt Selman. Idén till avsnittet föddes av Long. VH1 och producenterna bakom Behind the Music tillät serien att använda samma grafik. Jim Forbes är berättarrösten i avsnittet och Willie Nelson gästskådespelar som sig själv. Marcia Wallace gästskådespelade som Edna Krabappel. Gary Coleman och Stephen Hawking medverkar som sig själva genom arkivmaterial men är ändå krediterad för avsnittet.
Avsnittet vann en Emmy Award för "Outstanding Animated Program (For Programming less than One Hour)" under 2001. Alf Clausen vann också en Annie Award för "Outstanding Individual Achievement for Music in an Animated Television Production". 

## Handling
Avsnittet är en fiktivt avsnitt för serien och är en parodi på Behind the Music, på VH1. Avsnittet använder också samma berättarröst, Jim Forbes. Avsnittet handlar om hur serien började och visar skådespelarnas liv. Den första delen av den falska dokumentären följer familjen från deras dåliga början till att bli populär. Hur familjen blev en TV-show, fick ett skivkontrakt och senare utmärkelser och rikedom. Man får också se den första pilotavsnittet av TV-serien.
Men senare visar sig problemen som börjat uppstå med berömmelsen. Man visar hur Homer ofta hamnar på sjukhus efter inspelningen och visar klipp från Bart the Daredevil och andra gånger som Homer skadat sig och hur Homer blev beroende av receptbelagda smärtstillande medel. Marge gjorde några dåliga företagsinvesteringar och Bart hamnade på rehab efter att attackerat kvinnliga flygvärdinnor och blev ersatt av Richie Rich. Hur IRS upptäckte att de inte betalade skatt och tog ifrån dem deras drömvilla, "Homertime". Familjen hamnade i en stor tvist och splittrades under Iowa State Fair.
Fox tvingades då frysa serien, eftersom ingen i familjen Simpsons ville prata med varandra och det inledde solokarriärer. Homer blir skådespelare på lokalteater, Bart ersätter Lorenzo Lamas i TV-serien Renegade. Marge börjar gör en nattklubbsshow baserat på låten I Shot the Sheriff. Lisa skriver en bok om sina upplevelser och hur Homer tvingade henne att äta mediciner som stoppade hennes åldrande i hennes flingor. Boken kallades "Where Are My Residuals?". För att få familjen att återförenas anställs Willie Nelson som anordnar en falsk prisutdelning för att få familjen att bli tillsammans igen. Familjen blir åter vänner. Avsnittet avslutas med en epilog, där berättarrösten talar om att framtiden ser ljusare ut än någonsin för familjen från norra Kentucky. 
Detta följs av ett klipp från rederingsrummet, där det visas en scen från nästa säsong, där familjen talar om en resa till Delaware, vilket var nästa säsongs sista avsnitt, "Simpsons Tall Tales", och Homer meddelar att detta blir deras sista säsong. Den sista scenen visar ett klipp om nästa avsnitt av Behind the Laughter med Huckleberry Hound, där han avslöjar att han är homosexuell.

## Produktion
Gay Rosenthal som är vän till exekutiva producenten Mike Scully, producerades serien Behind the Music på VH1, som var mycket populär under tiden som avsnittet producerades. Tim Long kom med idén till avsnittet. Det tog lång tid för författarna att göra avsnittet, och de var osäkra på om de skulle låta karaktärerna bli medvetna om att de blev filmade. Enligt Selman fanns det inget riktigt utkast till avsnittet utan de gjorde brainstorming istället. En av nackdelarna för att producera avsnittet är att för det kan ta ett år att göra avsnittet, medan andra serier ofta hinner göra parodier på en vecka, en som redan hade gjort en populär parodi var Saturday Night Live. En stor del av avsnittet skrevs av David Mirkin. 
Även om det inte krediteras, har Tom Gammill och Max Pross hjälpt till med manuset till avsnittet.
Både VH1 och Gay Rosenthal var båda "extremt samarbetsvilliga" för avsnittet och lät de använda deras grafik. Från serien var Larina Adamson på VH1:s huvudkontor för att sammanställa grafiken.
Ian Maxtone-Graham regisserade röstskådespelare under inspelningen till avsnittet. Jim Forbes som är berättarröst i Behind the Music kom till studion och gjorde berättarrösten för avsnittet. Scully besökte Willie Nelson för att göra inspelningen i hans studio. Nelson har sagt till producenterna att han gillar Simpsons, och brukar se det i hans turnébuss på väg till en spelning. Inför avsnittet kollade Kirkland, författarna och animatörerna på några avsnitt för Behind the Music för att ge avsnittet samma känsla.

### "Norra Kentucky"
I slutet av avsnittet hänvisas till ett långvarigt skämt om vart Springfield ligger i. I originalversionen meddelas det att det ligger i  Norra Kentucky men det finns flera varianter. Då avsnittet har gått i repris på Fox har andra platser nämnts i stället. På DVD-utgåvan för säsongen finns ön Lanai som ett påskägg.

## Kulturella referenser
Avsnitt innehåller många referenser och allusioner till Behind the Music. Under intervjun med Comic Book Guy kan man se en statyn Giant från  The Iron Giant och en docka föreställande Brad Bird. Sången "Simpsons Christmas Boogie" är baserat på "Takin' Care of Christmas". Scenen när tonårs fans skriker åt Bart Simpson under låten "Twist and Shout" är en referens till Beatles. Barts byxor som han använder är en hänvisning till MC Hammer, baserat på avsnittet av Behind the Music där han medverkade. Samtidigt som Bart blir ompysslad av assistenter, går han med på att ta en roll i Teen Wolf 3. Richie Rich medverkar i avsnittet som en ersättare till Bart under tiden han hamnade i fängelset. Animatörerna färgade hans kostym grönt för att undvika intrång i upphovsrätten. När Simpsons lades på is ersattes serien med  "Peepin' It Real", som innehåller bilder från omklädningsrummet hos Ann Taylor.
Avsnittet har också hänvisning till all försäljning som serien. Flera klipp från TV-serien visas som "Bart the Daredevil" samt "The Principal and the Pauper" visas.

## Mottagande
Avsnittet är rankat som den fjärde bästa avsnittet av Simpsons enligt askmen.com. Avsnittet vann en Emmy Award för "Outstanding Animated Program (For Programming less than One Hour)" under 2001. Alf Clausen vann också en Annie Award för "Outstanding Individual Achievement for Music in an Animated Television Production".